# 陈之惠
陈之惠（1934年—），男，山西闻喜人，中华人民共和国政治人物，曾任重庆市计划委员会主任、重庆市人大常委会副主任。